# 音江パーキングエリア
音江パーキングエリア（おとえパーキングエリア）は、北海道深川市音江町内園にある道央自動車道のパーキングエリアである。

## 施設

### 上り線（札幌方面）
- 管理：東日本高速道路
- 駐車場[1]
  - 大型：8台
  - 小型：17台
  - 身障者用
    - 小型：1台
- トイレ[1]
  - 男性：大2（和式1・洋式1）・小3
  - 女性：3　（和式1・洋式2）
  - 身障者用（オストメイト対応）[2]
    - 共用：1
- 自動販売機（24時間）[1]

### 下り線（旭川・名寄方面）
- 管理：東日本高速道路
- 駐車場[3]
  - 大型：8台
  - 小型：17台
  - 身障者用
    - 小型：1台
- トイレ[3]
  - 男性：大2（和式1・洋式1）・小3
  - 女性：3　（和式1・洋式2）
  - 身障者用（オストメイト対応）[2]
    - 共用：1
- 自動販売機（24時間）[3]

## 隣
E5 道央自動車道
(43)深川IC - 音江PA - (44)旭川鷹栖IC